# Kilmacanogue
Kilmacanogue (en gaèlic irlandès Cill Mocheanóg, que vol dir "església de Mocheanóg") és una vila d'Irlanda, al comtat de Wicklow, a la província de Leinster. Es troba en la intersecció de la R755 a Roundwood i la N11, 5 km al sud del centre de Bray. Està lligada al Little Sugar Loaf a l'est i el Big Sugar Loaf a l'oest pels turons septentrionals de les Muntanyes de Wicklow, vora el Glen de Downs.
La vila rep el seu nom per Sant Mocheanog, company de Patrici d'Irlanda, qui, segons la llegenda irlandesa, va batejar als fills de Lir poc abans de la seva mort.